# Onthophagus affinis
Onthophagus affinis là một loài bọ cánh cứng trong họ Bọ hung (Scarabaeidae).